# Březová (ort i Tjeckien, Karlovy Vary, lat 50,20, long 12,87)
Březová är en ort i Tjeckien.   Den ligger i regionen Karlovy Vary, i den västra delen av landet, 110 km väster om huvudstaden Prag. Březová ligger 419 meter över havet och antalet invånare är 531.
Terrängen runt Březová är kuperad åt sydost, men åt nordväst är den platt. Březová ligger nere i en dal. Runt Březová är det glesbefolkat, med 20 invånare per kvadratkilometer. Närmaste större samhälle är Karlovy Vary, 3,9 km norr om Březová. I omgivningarna runt Březová växer i huvudsak blandskog.